# Elias III. (Jerusalem)
 Elias III. (ursprünglich Īliyā ibn Manṣūr; † wahrscheinlich 4. Oktober 906 oder 907) war von 878 bis zu seinem Tode orthodoxer Patriarch von Jerusalem.

## Leben
Sein Name war ursprünglich Īliyā ibn Manṣūr, er war der Bruder des Patriarchen Sergios I. Als Synkellos Elias war er 869/870 Teilnehmer des vierten ökumenischen Konzils von Konstantinopel.
Er trat sein Amt als Patriarch von Jerusalem am 26. Februar 878 an. 881 sandte er ein Schreiben an den fränkischen König Karl III. mit der Bitte um Unterstützung des Wiederaufbaus der von Muslimen zerstörten Kirchen in Jerusalem. Auch mit dem englischen König Alfred dem Großen soll ein Briefkontakt (u. a. über medizinische Ratschläge) bestanden haben.
Elias starb der Tradition zufolge am 4. Oktober 906, wahrscheinlich aber erst im Jahr 907.